# Liga Mundial por la Libertad y la Democracia
La Liga Mundial por la Libertad y la Democracia, antes llamada Liga Anticomunista Mundial (conocida en inglés como World Anti-Communist League (WACL)) es una organización internacional de derecha creada en 1966 en Taipéi como pacto entre Taiwán, Corea del Sur y el Bloque de Naciones Antibolcheviques (Anti-Bolshevik Block of Nations) de Yaroslav Stetsko. 
Con Chiang Kai-Shek como presidente honorario vitalicio y con financiación directa del gobierno de Taiwán, fue creada con el propósito de expandir la Liga Anticomunista de Asia Pacífico (Asian Pacific Anti-Communist League) (organización destinada a impedir el reconocimiento de la República Popular China) y para dar apoyo económico de manera encubierta a toda actividad relacionada. Thierry Meyssan, experto en la extrema derecha, la describió como «una Internacional del crimen».

## Sedes y financiamiento
Su amplio patrimonio incluye, además de su sede en Taipéi, cedida por el gobierno Taiwanés, las oficinas del “Freedom Center”, bloque de edificios en Seúl (Corea del Sur). De hecho, ambos países, como máximos protectores de la organización, donan una media de 75.000 dólares al mes para la financiación de las actividades de la LAM.
El 8 de diciembre de 1954, se forma en Asia la versión oriental de la OTAN, la Organización del Tratado del Sudeste Asiático (SEATO en inglés), que agrupa a Australia, Nueva Zelanda, Pakistán, Filipinas, Tailandia, el Reino Unido, y Estados Unidos. El 2 de diciembre se completa el dispositivo con un tratado bilateral de defensa entre Estados Unidos y Taiwán. Es en esta misma época que se forma, bajo patrocinio y guía de la CIA, una red de partidos políticos anticomunistas asiáticos, que se conoció como la Liga Anticomunista de los Pueblos Asiáticos (LAPA). El máximo líder de esta liga es el dictador taiwanés, Chiang Kai Chek. 
Además del presidente taiwanés Chiang Kai-shek, la LAPA cuenta entre sus miembros con Park Chung-hee, futuro dictador de Corea del Sur; Ryiochi Sasakawa, un criminal de guerra convertido en millonario y benefactor del Partido Liberal japonés; y al reverendo Sun Myung Moon, profeta de la Iglesia de la Unificación. Figuran también en las filas de la LAPA el general Prapham Kulapichtir (Tailandia), el dictador filipino Ferdinand Marcos, el príncipe Sopasaino (Laos), el coronel Do Dang Cong -representante del presidente Nguyen Van Thieu, de Vietnam del Sur), etc.
Ray S. Cline, entonces jefe de la estación de la CIA en Taiwán, es el principal dirigente de la LAPA, y publica el Boletín Asiático, cuya redacción está a cargo de Michael Lasater, futuro responsable del departamento de Asia en la Fundación Heritage. 
Desde 1958, el presidente del Bloque Antibolchevique de Naciones participa, en Taipéi, en las conferencias anuales de la Liga Anticomunista de los Pueblos Asiáticos. Cline y Stetsko supervisan la fundación de la Academia de Guerra Política de Taiwán, institución encargada de adiestrar a los cuadros del régimen de Chiang Kai-shek para la represión anticomunista.
La academia es el equivalente asiático del Centro de Guerra Psicológica de Fort Bragg, en EE. UU. y de la Escuela de las Américas de Panamá. Progresivamente, la CIA forma una red de grupos políticos y de instructores en contrainsurgencia a escala mundial. En 1967, el Bloque Antibolchevique de Naciones y LAPA se fusionan y adoptan la apelación de Liga Anticomunista Mundial o LAM (World Anti-Communist League, WACL, en inglés) y extienden sus actividades al conjunto del mundo libre. Entre los nuevos miembros se encuentran Los Tecos, también llamados Legión de Cristo, formación ta mexicana creada durante la Segunda Guerra Mundial. La Liga conoce una primera etapa de auge durante los años 73-75, cuando Richard Nixon y su consejero de Seguridad Henry Kissinger ocupan la Casa Blanca.
Es importante destacar, que las organizaciones miembro de la LAM no se limitaban sólo a combatir al comunismo. Se oponían a cualquier forma de izquierda, socialismo o sindicalismo, incluyendo la Teología de Liberación, los movimientos estudiantiles, progresistas, de obreros y campesinos organizados. Uno de sus miembros más particulares, fue el reverendo Nyung Sun Moon, norcoreano de nacimiento, que se autoproclamó el nuevo Mesías, que unificaría al mundo y a todas las religiones. Su Iglesia de la Unificación maneja un negocio multimillonario, realiza extrañas bodas de miles de personas casadas simultáneamente. Y ha sido acusada de diversos abusos, lavados cerebrales y peligrosas conductas sectarias. 
La LAM colaboró estrechamente con la aplicación del Plan Cóndor en América Latina y el Plan Fénix en Asia. [cita requerida]
Por otro lado, el general Hugo Banzer, que impuso su dictadura en Bolivia de 1971 a 1978, presidió la sección latinoamericana de la LAM. Banzer organizó un plan de eliminación física de sus opositores comunistas en 1975. El Plan Banzer fue presentado como un modelo a seguir durante una reunión latinoamericana de la LAM, en Asunción, en 1977, en presencia del dictador paraguayo, el general Alfredo Stroessner. Una moción dirigida a proceder, de la misma forma, a la eliminación en toda América Latina de los sacerdotes y religiosos adeptos de la teología de la liberación fue presentada por la delegación paraguaya y adoptada por la conferencia mundial de la LAM, en 1978.
Tampoco se conoce a ciencia cierta el papel de la LAM en la estrategia de tensión que impactó Europa durante ese periodo. El francés François Duprat, fundador de Nuevo Orden; el italiano Giorgio Almirante, fundador del MSI; el español Jesús Palacio, fundador de Centro de Estudios de los Amigos de Europa (CEDADE, neonazi), el belga Paul Vankerhoven, presidente del Círculo de Naciones, y otros como ellos, militan en la LAM. Y es la Liga la que saca clandestinamente de Italia a Stefano delle Chiaie, buscado en Italia por terrorismo, y lo envía a Bolivia, entonces bajo el régimen de Hugo Banzer, donde se le nombra inmediatamente segundo de Klaus Barbie a la cabeza de los escuadrones de la muerte.
Entre los miembros estadounidenses de la LAM está la Coalición Nacional de la Paz por la Fuerza, enemiga acérrima de Jimmy Carter. En este periodo, la LAM sufre la pérdida de su mayor aliado económico, EE. UU. bajo la administración Carter, y aglutina a los grupos ultraderechistas anti-carterianos que pululan en EE. UU. Los comités de campaña de Ronald Reagan están llenos de altos jerarcas de la Liga. La razón de trasfondo es que Reagan, durante la Segunda Guerra Mundial, fue vocero de la Cruzada por la Libertad, campaña que buscaba en teoría ayudar a inmigrantes de Europa Oriental que huían del comunismo, que también ayudaba a escapar a los nazis, fascistas[cita requerida] y ustachis miembros del Bloque Antibolchevique de Naciones. Además del presidente George H. W. Bush, quien como director de la CIA fue jefe de operaciones del Plan Cóndor.
Bajo las administraciones Reagan y Bush comienza la Edad de Oro de la Liga Anticomunista Mundial, el complejo militar – industrial estadounidense crea el Consejo para la Libertad Mundial de Estados Unidos (US World Freedom Council), presidido por el general John K. Singlaub, teniendo como vicepresidente al general Daniel O’Graham. Singlaub se convierte en presidente de la LAM, usándola como la herramienta global de propagación de ideas derechistas. 
Para combatir la presencia soviética en Afganistán, la LAM conforma el Comité para un Afganistán Libre, con sede en la Fundación Heritage. La operación comienza con la visita de la primera ministra británica Margaret Thatcher, y lord Nicholas Bethell, director del MI6 –agencia de inteligencia británica. Así, se tramitó el apoyo logístico, económico y militar a los muyahidines, combatientes que viajaban a Afganistán de todo el mundo. 
Cuando en 1986 el dictador Ferdinand Marcos, líder filipino de la Liga, es derrocado, Ray Cline y Singlaub forman una guerrilla paramilitar bajo el liderazgo del general Fidel Ramos, amigo de George W. Bush y de los Bin Laden.
Sin duda, es en Centroamérica donde las fuerzas de la Liga tienen mayor poder y espacio de accionar. Para combatir al gobierno sandinista en Nicaragua, financian y entrenan en Costa Rica, en la finca del estadounidense John Hull, a los Contras, con asesores argentinos (todo esto, bajo la tutela del Movimiento Costa Rica Libre). 
En Honduras, utiliza los mercenarios reclutados por el jefe de Estado dictador, el general Gustavo Álvarez Martínez. 
En Guatemala la Liga Anticomunista Mundial cuenta con Mario Sandoval Alarcón, vicepresidente de 1974 a 1978, verdadero gobernante del país –ya que el verdadero presidente el general Romeo Lucas García es un títere. –Sandoval, líder del Movimiento de Liberación Nacional, creó los Escuadrones de la muerte que mataron hasta a 13 000 personas. [cita requerida]
En El Salvador, Roberto D'Aubuisson, se convierte en jefe de la agencia salvadoreña de Inteligencia, lidera la Alianza Republicana Nacionalista (ARENA) organización derechista, en ese entonces un grupo paramilitar, que gobernó El Salvador, y que fue responsable del asesinato de monseñor Óscar Romero. 
Tras la caída del Bloque soviético y la moderada y centrista administración de William J. Clinton en EE. UU., la Liga Anticomunista Mundial cae en decadencia. En el congreso de los años noventa, 1994, se cambia el nombre por Liga Mundial por la Libertad y la Democracia.

## Organización
WACL se subdivide geográficamente en diferentes federaciones. Son conocidas y operativas, además del grupo embrionario de 
- la Liga Antibolchevique de Naciones (Anti-Bolshevik Bloc of Nations o ABN)
- la Liga Anticomunista de Asia Pacífico (Asian Pacific Anti-Communist League o APACL),
- la Organización Africana por Libertad y Democracia (African Organization for Freedom and Democracy o AOFD),
- el Concejo Europeo por la Libertad Mundial (European Council for World Freedom o ECWF),
- la Federación de Entidades Democráticas de América Latina (FEDAL),
- el Concejo de Solidaridad con Medio Oriente (Middle East Solidarity Council o MESC)
- y la Regional Norteamericana de LAM (North American Regional WACL Organization o NARWACL).

A todas estas debe añadirse una sección juvenil autónoma, denominada Liga Mundial Juvenil de la Libertad (World Youth Freedom League o WYFL). Se estima que, a partir de estas secciones, su actividad ayuda a un centenar de naciones, que comprenden Afganistán, Angola, Arabia Saudí, Argentina, Australia, Austria, Brasil, Camboya, Canadá, Corea del Sur, Costa Rica, El Salvador, Estados Unidos, España, Etiopía, Filipinas, Finlandia, Guatemala, Holanda, Honduras, Inglaterra, Irak, Irlanda, Japón, Laos, México, Mozambique, Nicaragua, Rusia, Sri Lanka, Suiza, Taiwán, Uganda y Vietnam.
La presidencia efectiva de la WACL depende de su sección norteamericana, la Regional Norteamericana de la LAM, aunque existe una diversidad de cargos internacionales a título honorífico. La presidencia estadounidense recayó en primer lugar en el economista Robert Pearson, supremacista blanco[cita requerida] encubridor del médico nazi Josef Mengele y editor del periódico Western Destiny (Destino Occidental) de Willis Carto (precedente inmediato del Spotlight del Liberty Lobby). Pearson, a partir de sus contactos con la editorial de la Heritage Foundation y del Concejo de Seguridad Americana o American Security Council, desarrolló la organización en Europa aglutinando a criminales de guerra nazis, colaboracionistas y terroristas neonazis[cita requerida]. Así consiguió el apoyo de la Liga Británica de Derechas, el Círculo Español de Amigos de Europa, el Movimiento Social Italiano, la organización terrorista Gladio, los Nuclei Armati Rivoluzionari y el Centro d’Studi Ordine Nuovo.

## Algunos miembros
•	Bolivia – Acción Democrática Nacionalista
•	Chile – Movimiento Unitario Nacional
•	Corea del Sur – Hannara Dang
•	Costa Rica – Movimiento Costa Rica Libre
•	El Salvador – Alianza Republicana Nacionalista
•	España – Círculo Español de Amigos de Europa y Fuerza Nueva
•	Estados Unidos – Fundación Heritage, Coalición Nacional de la Paz por la Fuerza, Concejo para la Libertad Mundial. 
•	Francia – Nuevo Orden
•	Guatemala – Movimiento de Liberación Nacional
•	Italia – Movimiento Social Italiano
•	Japón – Partido Liberal Democrático de Japón
•	México – Los Tecos o Legión de Cristo Rey
•	Nicaragua – Los Contras
•	 Paraguay - Partido Colorado
•	Taiwán – Kuomintang